# إميليا فريتاس
إميليا فريتاس (بالبرتغالية: Emília Freitas‏) هي كاتِبة وشاعرة برازيلية، ولدت في 11 يناير 1855 في Jaguaruana ‏ في البرازيل، وتوفيت في 18 أكتوبر 1908 في ماناوس في البرازيل.